# Paganinikontraktet
Paganinikontraktet är en kriminalroman på svenska av författarpseudonymen Lars Kepler som utkom 2010 på Albert Bonniers förlag. Romanen är Keplers andra verk i serien om kriminalkommissarie Joona Linna. 
2013 planerades en filmatisering av boken med Kjell Sundvall som regissör. Detta blev dock aldrig av och inspelningarna inleddes aldrig.

## Framgångar
Paganinikontraktet blev årets fjärde mest sålda skönlitterära bok.
.
SKTFs läsare utsåg Lars Kepler till åtets författare för Paganinikontraktet.

## Handling
En sommarnatt hittas systern till en känd fredsaktivist drunknad på en båt som fortfarande flyter. Samma dygn påträffas generaldirektören för ISP som ansvarar för svensk vapenexport, hängd i ett rum utan möbler. Det är först när Joona Linna finner en direkt koppling mellan de båda dödsfallen som utredningen tar fart. En yrkesmördare befinner sig i Sverige.
Romanen är en skarp kritik mot svensk vapenexport.